# Ans van Dijk
Anna «Ans» van Dijk (Ámsterdam, 24 de diciembre de 1905 – Weesperkarspel, 14 de enero de 1948) fue una colaboracionista holandesa que traicionó a judíos y los entregó a la Alemania nazi durante la ocupación alemana de los Países Bajos en la Segunda Guerra Mundial. Se la considera responsable de la muerte de al menos 84 personas. Fue la única mujer holandesa ejecutada por sus actividades durante la guerra.

## Biografía
Nacida en Ámsterdam en 1905, Ans van Dijk era hija de padres judíos Aron van Dijk y Kaatje Bin. Se casó con Bram Querido en 1927 y se divorciaron en 1935. Tras su matrimonio, inició una relación con una mujer llamada Miep Stodel y abrió una sombrerería llamada Maison Evany en Ámsterdam. La tienda fue clausurada por los nazis en 1941 como parte de la confiscación de propiedades judías: a los judíos se les prohibía tener negocios o trabajar en comercios minoristas, entre otras restricciones aplicadas por las autoridades de ocupación alemanas. Stodel huyó a Suiza en 1942.
Van Dijk fue arrestada el Domingo de Pascua de 1943 por el detective Peter Schaap, de la Oficina de Asuntos Judíos de la policía de Ámsterdam, del Sicherheitsdienst (SD; el servicio de inteligencia nazi). Después de que aceptara trabajar para el SD, van Dijk fue liberada. A partir de entonces fingió ser miembro de la resistencia y se ofreció a ayudar a los judíos a encontrar escondites y obtener documentación falsa. De esta forma, delató a los nazis al menos a 145 personas, incluyendo a uno de sus propios hermanos y la familia de éste. Al menos 85 de sus víctimas murieron posteriormente en campos de concentración. Es posible que haya sido responsable de la muerte de hasta 700 personas. Un libro publicado en 2018 sugirió que pudo haber sido la persona que traicionó y delató a Ana Frank y a su familia, pero no hay evidencia clara que respalde esta afirmación.
Tras la guerra, fue arrestada en casa de una amiga en Róterdam el 20 de junio de 1945 y acusada de veintitrés cargos de traición. El 24 de febrero de 1947, fue juzgada ante el Tribunal Especial de Ámsterdam. Se declaró culpable de todos los cargos, explicando que solo actuó por instinto de supervivencia. Sin embargo, su superior, Willy Lages, la había descrito previamente como una persona dispuesta a cumplir con su trabajo, por el cual cobraba por cada persona que ayudaba a encontrar. El Tribunal denegó la solicitud de su abogado para una evaluación psiquiátrica. Fue condenada a muerte. Apeló la condena, pero en septiembre de 1947 el Tribunal Especial de Apelaciones confirmó su sentencia. La reina Guillermina rechazó su petición de perdón real.
El 14 de enero de 1948 un pelotón de fusilamiento la ejecutó en el Fuerte Bijlmer, en el municipio de Weesperkarspel (actualmente integrado en el distrito de Bijlmermeer de la ciudad de Ámsterdam). La noche antes de su ejecución se convirtió al catolicismo. Fue la única mujer ejecutada en los Países Bajos por crímenes cometidos durante la ocupación alemana.